# Église Notre-Dame de Coulonges
L'église Notre-Dame de Coulonges est une ancienne dépendance templière située à Coulonges, en Charente, au nord d'Angoulême. Elle correspond à l'actuelle église paroissiale.

## Historique
Comme à Barbezières, l'abbaye de Saint-Amant-de-Boixe aida les Templiers à leur installation, ce qui est assez rare car l'ordre se montrait intransigeant vis-à-vis du clergé séculier. Mais l'entente dura peu et l'évêque d'Angoulême Pierre Ier Laumont (1159-1182) dut intervenir auprès du commandeur Guillaume Ponet, grand maître en Aquitaine, afin de rétablir la paix entre les deux communautés voisines.
Avec toutes les commanderies de cette région, celle de Coulonges est passée en 1312 sous la dépendance des Hospitaliers de Beauvais-sur-Matha.
L'église de Coulonges n'apparaît pas dans l'enquête pontificale de 1373 sur le prieuré d'Aquitaine. Il se peut que la commanderie de Coulonges dont parle Charles Daras et dont dépend l'église de Coulonges est celle du Fouilloux, située seulement à un kilomètre.
D'après Charles Daras, la « commanderie de Coulonges », plus ancienne que le temple de Boixe, avait été installée vers 1120 sur une terre possédée dès 1070 par l'abbaye de Saint-Amant-de-Boixe. En 1171 et 1173, le grand maître de l'ordre en Aquitaine, Guillaume Ponet, y résida. Les Templiers de Coulonges ont par la suite étendu leurs possessions vers la forêt de Boixe, créant ainsi la commanderie de Boixe. La fondation templière de Coulonges, très proche géographiquement de celle du Fouilloux, est probablement la même commanderie.
Coulonges n'est cité que dans un acte de 1171, au sujet d'un arbitrage entre l'abbaye de Saint-Amant-de-Boixe et les Templiers au sujet de la perception d'une dîme d'une terre située entre la commanderie du Fouilloux et le village de Coulonges.
L'église ne devint paroissiale qu'en 1700.

## Description
La chapelle semble avoir été construite après la fondation de la commanderie de Coulonges, au XIIe siècle. Typique des sanctuaires templiers de la région, elle est longue de deux travées, rectangulaire, et mesure 25 mètres de long sur 7,10 mètres de large. La voûte primitive a disparu, mais on peut voir les colonnes destinées à supporter les doubleaux. Celles du chœur, à chevet plat avec son triplet classique des Templiers, s'appliquent sur des dosserets.
La voûte, effondrée en 1865, a été refaite avec des matériaux plus légers à la fin du XIXe siècle.
La façade est ouverte d'un portail à trois voussures, surligné d'un cordon sculpté en têtes de clou. Elle est percée d'une baie éclairant la nef, et surmontée d'un clocher-arcade.

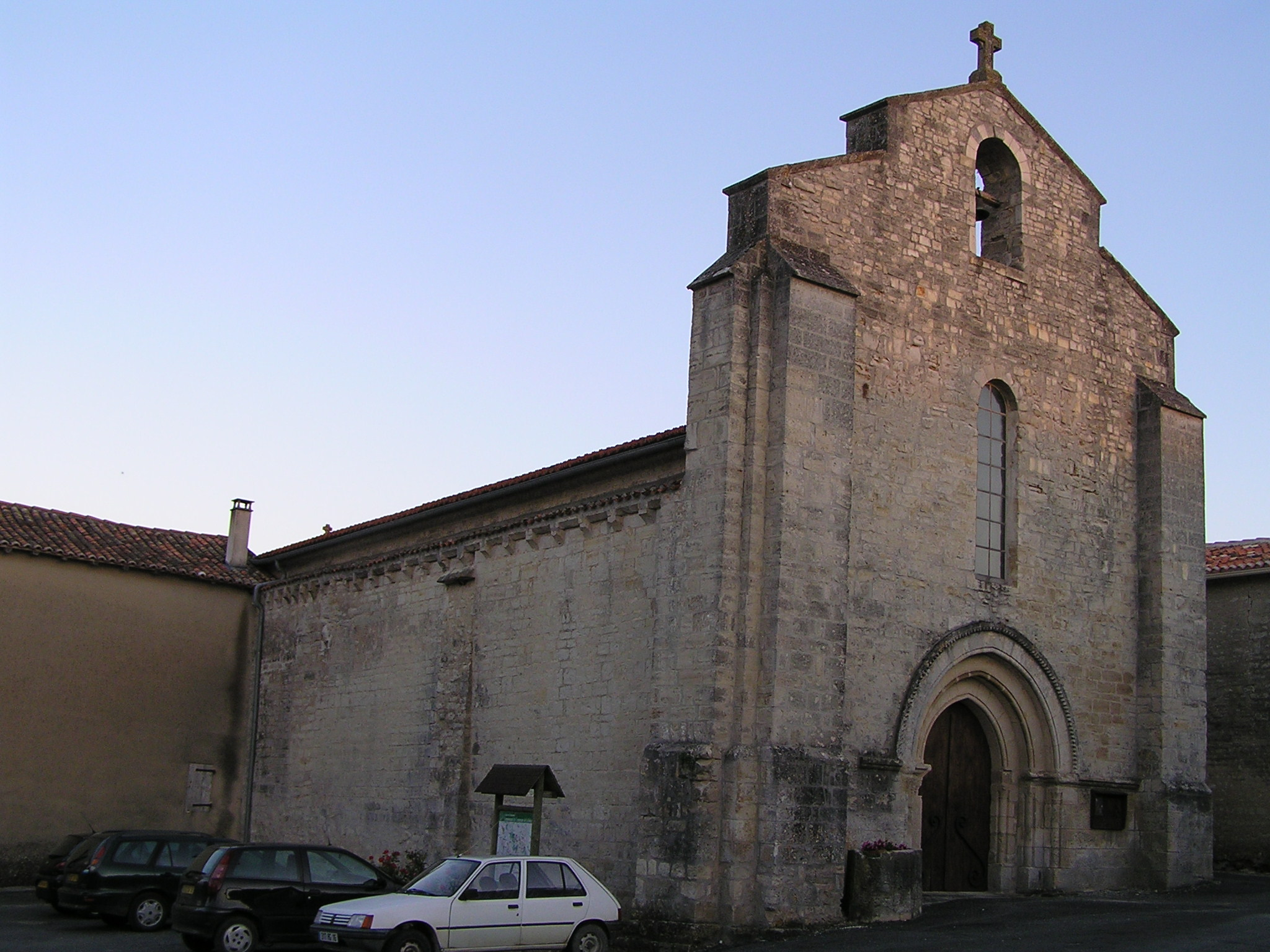
Vue générale
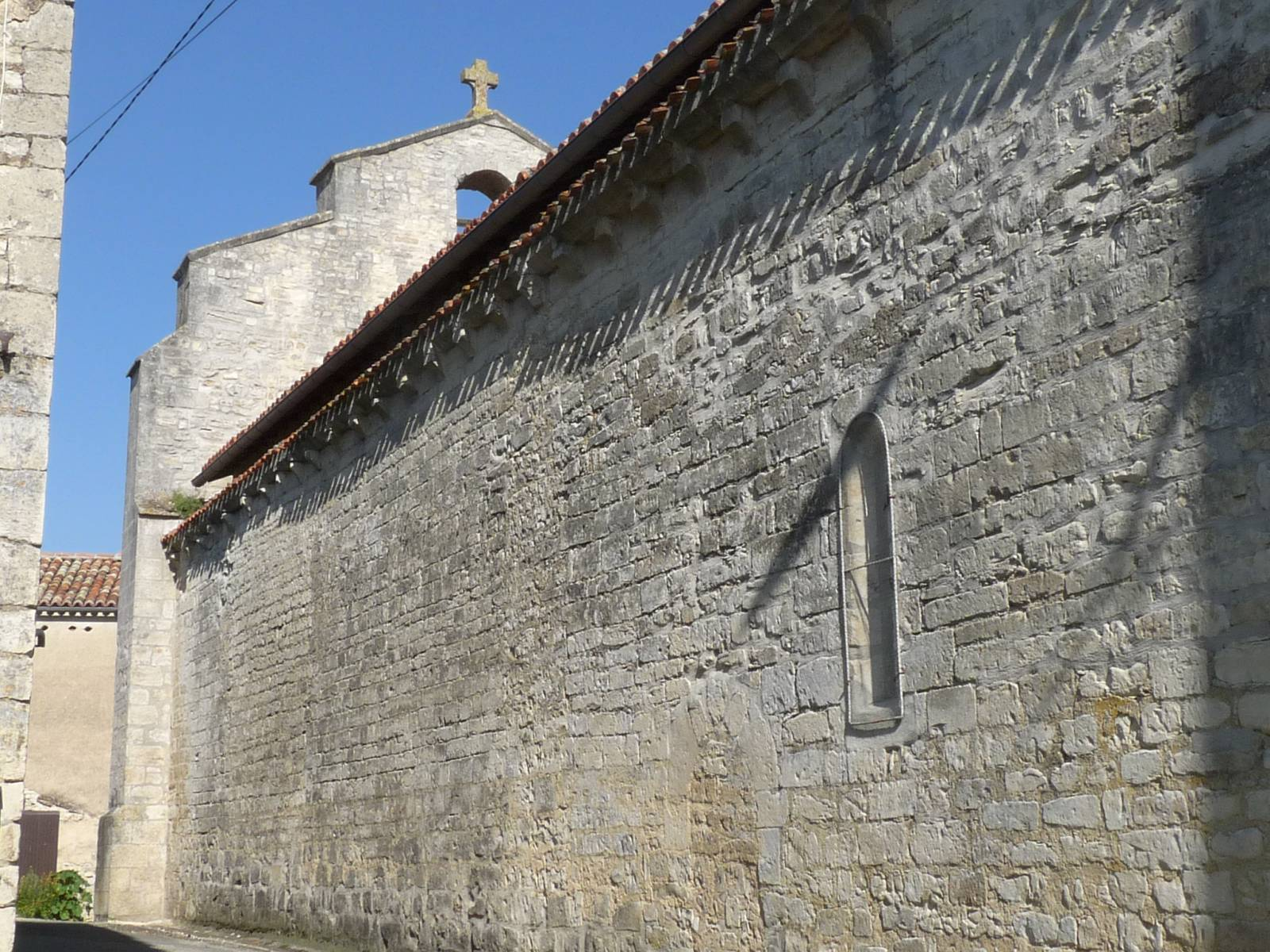
Vue latérale
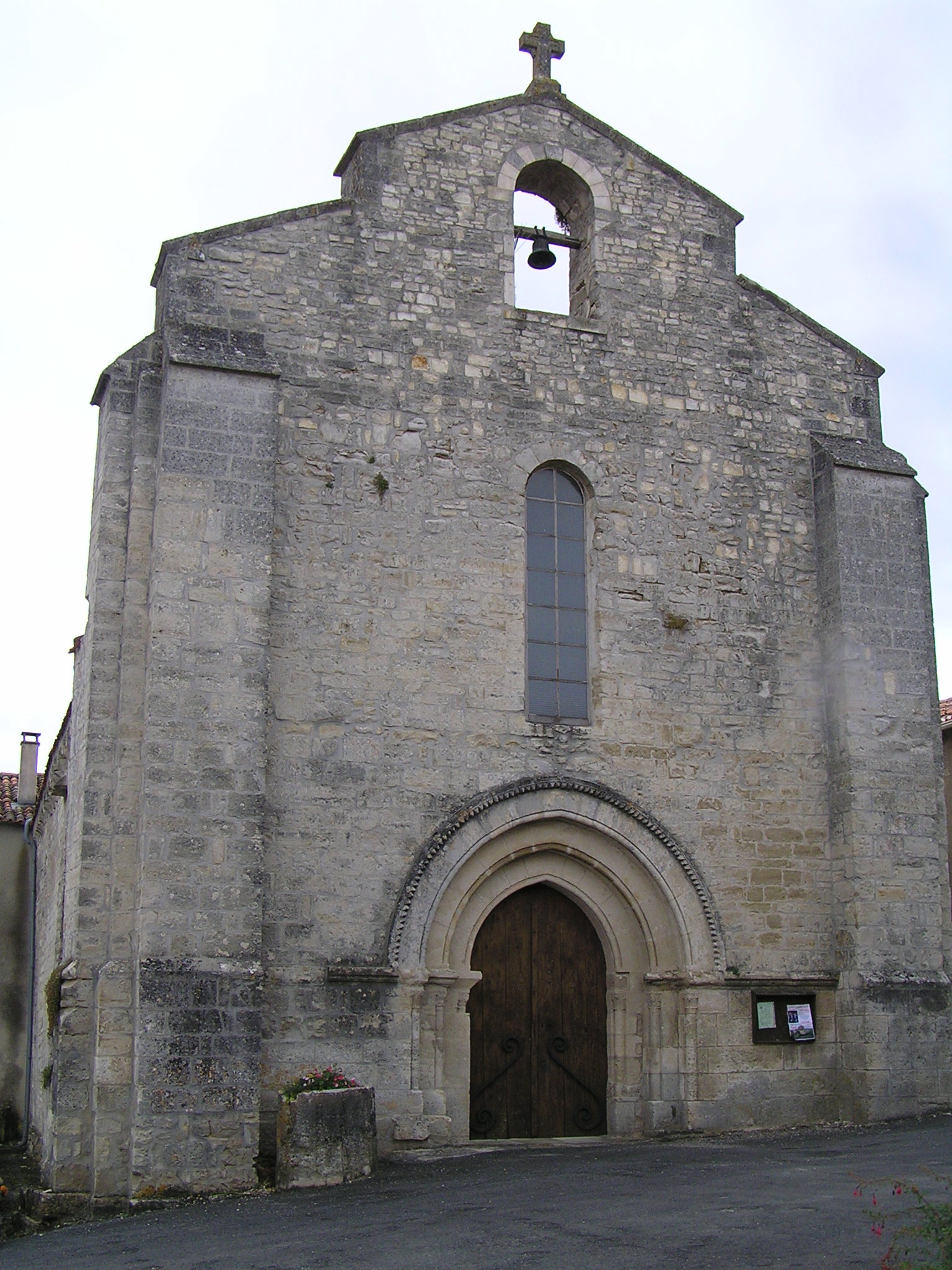
La façade